# Баликова Люція Кузьмівна
Люція Кузьмівна Баликова (нар. 13 грудня 1931, місто Татарськ, тепер Новосибірської області, Російська Федерація — 28 листопада 2010, місто Совєтськ Калінінградської області, Російська Федерація) — радянська діячка, педагог, вчителька Большеуковської середньої школи Большеуковського району Омської області. Член Центральної Ревізійної Комісії КПРС у 1986—1989 роках. Герой Соціалістичної Праці (27.06.1978).

## Життєпис
У 1949 році закінчила середню школу в місті Омську.
У 1949—1953 роках — студентка історико-філологічного факультету Омського педагогічного інституту імені Максима Горького.
У 1953—1956 роках — вчителька Кабирдацької середньої школи Тюкалінського району Омської області.
У 1956—1968 роках — вчителька історії, в 1968—1974 роках — організатор позакласної і позашкільної роботи, в 1974—1989 роках — вчителька історії Большеуковської середньої школи Большеуковського району Омської області
Член КПРС з 1970 року.
Указом Президії Верховної Ради СРСР від 27 червня 1978 року за великі заслуги в справі навчання і комуністичного виховання учнів Баликовій Люції Кузьмівні присвоєно звання Героя Соціалістичної Праці з врученням ордена Леніна і золотої медалі «Серп і Молот».
З 1989 року — персональний пенсіонер союзного значення.
У 1995 році переїхала до дочки в місто Совєтськ Калінінградській області. Брала активну участь в місцевому ветеранському русі. Померла 28 листопада 2010 року. Похована на цвинтарі в Совєтську.

## Нагороди і звання
- Герой Соціалістичної Праці (27.06.1978)
- орден Леніна (27.06.1978)
- орден «Знак Пошани» (20.07.1971)
- медалі
- значок «Відмінник народної освіти РРФСР» (1962)
- Заслужений вчитель школи Російської РФСР (1977)
- Почесний громадянин Большеуковського району Омської області (2009)